# Frederico de Sá Filgueiras
Frederico de Sá Filgueiras foi um político brasileiro.
Foi governador do Maranhão, de 5 de fevereiro a 1 de março de 1910.